# NGC 5482
NGC 5482 is een lensvormig sterrenstelsel in het sterrenbeeld Ossenhoeder. Het hemelobject werd op 19 maart 1784 ontdekt door de Duits-Britse astronoom William Herschel.

## Synoniemen
- UGC 9038
- MCG 2-36-43
- ZWG 74.115
- PGC 50459